# 埃佩涅莱布瓦
埃佩涅莱布瓦（法語：Épeigné-les-Bois，法語發音：[epɛɲe le bwa]）是法国安德尔-卢瓦尔省的一个市镇，位于该省东部偏南，和卢瓦-谢尔省接壤，属于图尔区。

## 地理
埃佩涅莱布瓦（47°16'50"N, 1°6'39"E）面积14.52 平方千米，位于法国中央-卢瓦尔河谷大区安德尔-卢瓦尔省，该省份为法国中西部省份，北起萨尔特省、东北接卢瓦-谢尔省，东南接安德尔省，南至维埃纳省，西临曼恩-卢瓦尔省。
与埃佩涅莱布瓦接壤的市镇（或旧市镇、城区）包括：塞雷拉龙德、弗朗克伊、吕济耶、谢尔河畔圣乔治。

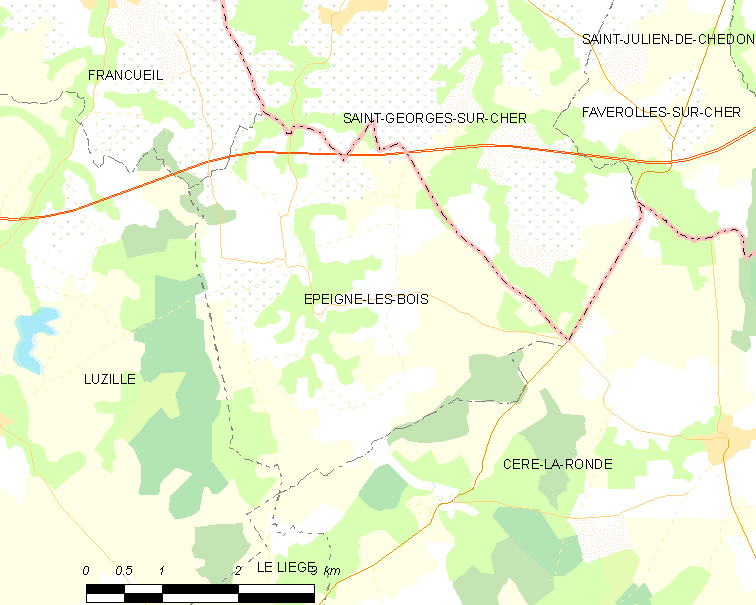
埃佩涅莱布瓦的OSM定位图

埃佩涅莱布瓦的时区为UTC+01:00、UTC+02:00（夏令时）。

## 行政
埃佩涅莱布瓦的邮政编码为37150，INSEE市镇编码为37100。

## 政治
埃佩涅莱布瓦所属的省级选区为布莱雷县。

## 人口

1962-2008年间埃佩涅莱布瓦人口变化图示

埃佩涅莱布瓦于2022年1月1日时的人口数量为400人。